# Camponotus latebrosus
Camponotus latebrosus é uma espécie de inseto do gênero Camponotus, pertencente à família Formicidae.